# Gatón de Bierzo
Gatón de Bierzo (fl. 853–878) foi tenente e conde em O Bierzo e também um dos mais conhecidos. Viveu durante o século IX. Teve um papel muito importante na reconquista militar e repovoamento das terras de Galiza, O Bierzo, Leão  e Zamora. 

## Biografia
Gatón foi um importante protagonista na reconquista e repovoamento não só do Bierzo, mas do norte peninsular, que devido a invasão muçulmana havida tido uma grava crise demográfica e económica, problemas que se mantiveram até 850, data em que o rei Ordonho I, tendo em atenção o prestigio do conde Gatón, o encarrega da reconquista e repovoamento das terras de O Bierzo. A estes planos de reconquista e repovoamento juntam-se os castelhanos, os asturianos e mesmo moçárabes.

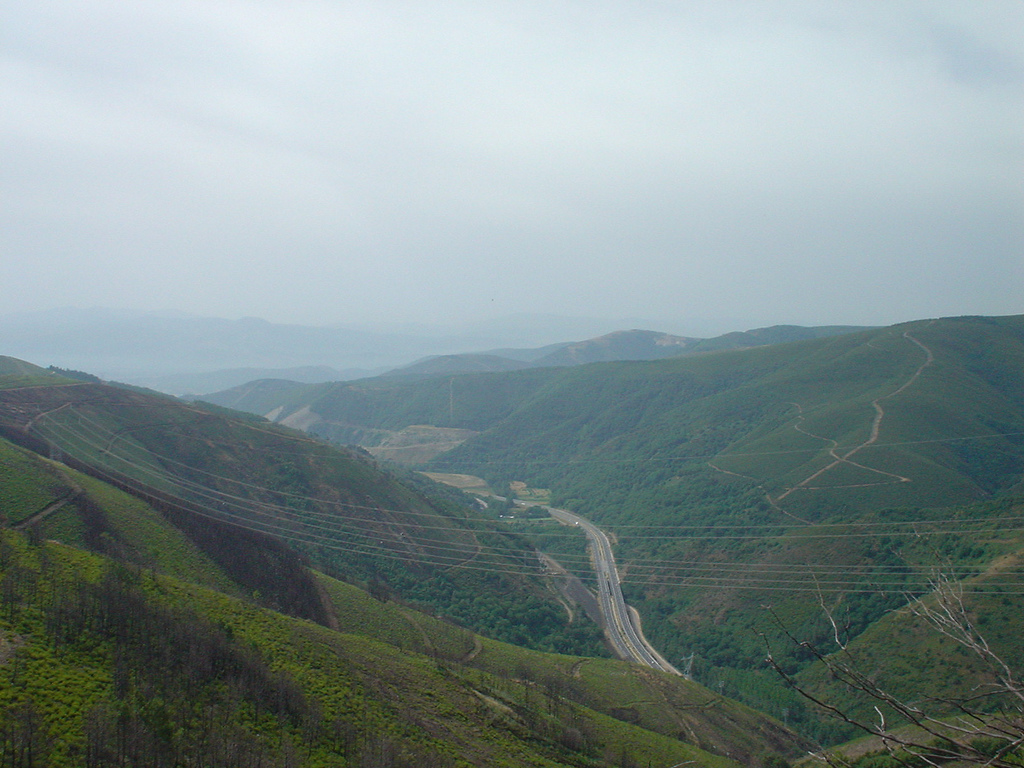
Vista panorámica dos montes de O Bierzo

A reconquista foi feita a partir do noroeste das terras de O Bierzo (segundo a tradição, terá partido de Paraxis, localidade do município de Balboa) e empreendeu várias expedições militares com o objectivo de controlar os territórios do Bierzo, Leão e Zamora, tentando desta forma, e conseguindo garantir o domínio sobre o primeiro e sobre grande parte dos restantes. O repovoamento dos territórios conquistados foi para Gatón a chave do sucesso, facto que poderá estar ligado ao facto de o repovoamento de grande de parte de Leão e Zamora ter sido feita com população proveniente de Bierzo. No ano de 854 trata também do repovoamento de Astorga  com gente de O Bierzo como testemunha um documento de 878 que nomeia o conde Gatón ao frente de populus de Bergido cum illorum comite Gaton exierunt pro Astorica populare.
Ainda durante este século promoveu também o repovoamento de muitas outras vilas e aldeias também com gentes provenientes de Bierzo, que conservaram como seus toponímicos os que traziam dos seus lugares de origem, facto que explica o facto de que nos territórios de Leão e mesmo em Zamora ainda existam territórios com o nome de Bierzo, como é o caso de San Pedro Bercianos, Bercianos del Real Camino, Bercianos del Páramo, todos estes em Leão; e de Bercianos de Vidriales, Bercianos de Valverde e Bercianos de Aliste, em Zamora.

## Relações familiares
A linha genealógica mais aceita é baseada no trabalho Al-Bayan al-Mughrib escrito por ibne Idari que diz que Gatón era o irmão do rei Ordonho I e, portanto, filho de Ramiro I.Outros autores, no entanto, afirmam que foi o cunhado de Ordonho.   Do seu casamento com Egilona teve quatro filhos:
- Bermudo Gatones.[6]
- Ermesenda ou Hermesenda Gatones,[7]  casada com Hermenegildo Guterres, um poderoso nobre galego que foi além de mordomo do rei Afonso III, duque da Galiza e conquistador de Coimbra. Deste casamento nasceram: Elvira Mendes, esposa do Ordonho II, e Guterre Mendes, conde em Minho e o pai de São Rosendo de Celanova.
- Savarico, Bispo de Mondoñedo desde cerca de 907 a 925-926.[6]
- Patruina Gatones (depois de junho de 927)[7][a]